# Polybia incerta
Polybia incerta är en getingart som beskrevs av Adolpho Ducke 1907.
Polybia incerta ingår i släktet Polybia och familjen getingar. Inga underarter finns listade i Catalogue of Life.